# Jornalismo de entretenimento
Jornalismo de entretenimento é qualquer forma de jornalismo que se concentre na cultura popular, no negócio do entretenimento e seus respectivos produtos. Assim como o jornalismo de moda, o jornalismo de entretenimento cobre notícias específicas do setor, ao mesmo tempo que visa o público em geral, além daqueles que trabalham no próprio setor. As formas comuns incluem estilo de vida, televisão e cinema, teatro, música, videogame e celebridades.